# Inland Empire Matadors 2023
Questa voce raccoglie le informazioni riguardanti gli Inland Empire Matadors nelle competizioni ufficiali della stagione 2023.

## Stagione
Gli Inland Empire Matadors partecipano al loro sesto campionato NVA. Si classificano al quarto posto in American Conference, accedendo ai play-off scudetto, dove escono di scena ai quarti di finale per mano dei Las Vegas Ramblers.

## Organigramma societario
Area direttiva
- Presidente: Natasha Mills-Nales

Area tecnica
- Allenatore: Morteza Shiari

## Rosa
| N° | Nome              | Ruolo | Data di nascita  | Nazionalità sportiva |
| -- | ----------------- | ----- | ---------------- | -------------------- |
| 2  | Antonio Delgado   | L     | 3 maggio 1999    | Porto Rico           |
| 3  | Bastian Fuentes   | C     | 17 aprile 1998   | Cile                 |
| 5  | Orlando Rojas     | S     | 3 febbraio 1998  | Colombia             |
| 6  | Casey Hiller      | C     | 7 ottobre 1999   | Stati Uniti          |
| 7  | Jimmy Montes      | S     | 16 aprile 2000   | Stati Uniti          |
| 8  | Christian Ventura | P     | 9 aprile 2000    | Messico              |
| 9  | James Valeanu     | P     | 13 agosto 1999   | Stati Uniti          |
| 10 | Cesar Medina      | S     | 13 aprile 1994   | Stati Uniti          |
| 11 | Gabriel Cruz      | C     | 26 maggio 1996   | Messico              |
| 12 | Eric Veliz        | L     | 12 febbraio 1996 | Stati Uniti          |
| 13 | Enger Miéses      | L     | 1º dicembre 1995 | Rep. Dominicana      |
| 14 | Álvaro Hidalgo    | S     | 23 marzo 1994    | Perù                 |
| 15 | Martín Petris     | C     | 23 luglio 1990   | Messico              |
| 16 | Antonio Anguizola | S     | 28 agosto 2000   | Panama               |
| 17 | Luis Lopez        | C     | 9 maggio 2001    | Stati Uniti          |
| 18 | James Norris      | C     | 13 novembre 1999 | Stati Uniti          |
| 23 | Ricky Olea        | C     | 27 marzo 1999    | Stati Uniti          |
| 24 | Enzo Covarrubias  | P     | 7 dicembre 1997  | Stati Uniti          |
| 50 | Isaac Liva        | O     | 20 luglio 1998   | Stati Uniti          |

## Statistiche

### Statistiche di squadra
| Competizione | Punti | In casa | In casa | In casa | In trasferta | In trasferta | In trasferta | Totale | Totale | Totale |
| Competizione | Punti | G       | V       | P       | G            | V            | P            | G      | V      | P      |
| ------------ | ----- | ------- | ------- | ------- | ------------ | ------------ | ------------ | ------ | ------ | ------ |
| NVA          | 9     | -       | -       | -       | -            | -            | -            | 11     | 3      | 8      |
| Totale       | -     | -       | -       | -       | -            | -            | -            | 11     | 3      | 8      |

G = partite giocate; V = partite vinte; P = partite perse

### Statistiche dei giocatori
Dati non disponibili.